# Universitätsring
Der Universitätsring ist ein Teil der Wiener Ringstraße im 1. Wiener Gemeindebezirk, Innere Stadt. Er trägt seinen aktuellen Namen seit 2012.

## Geschichte

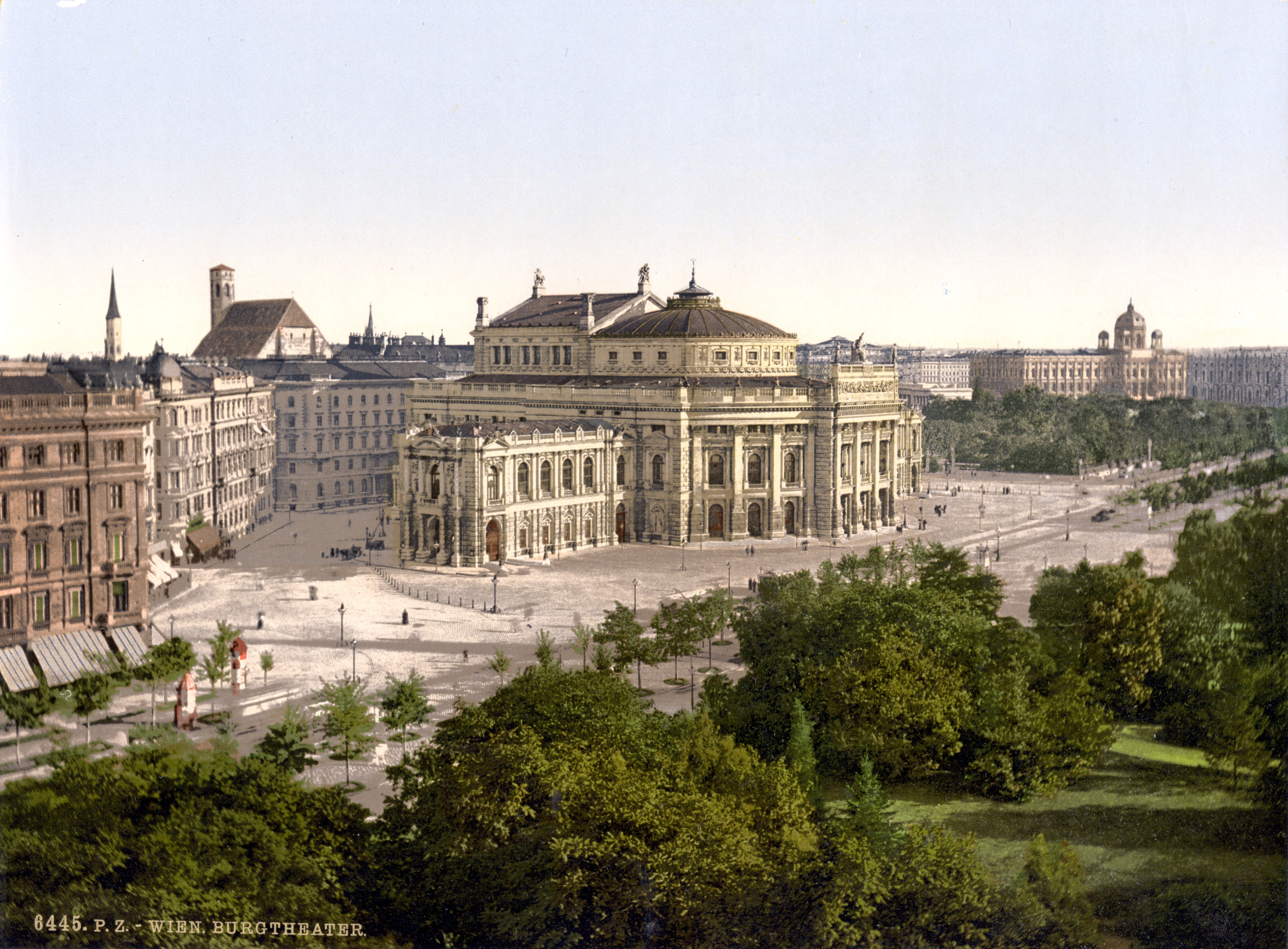
Blick auf den Ring mit Burgtheater und Rathauspark, um 1900

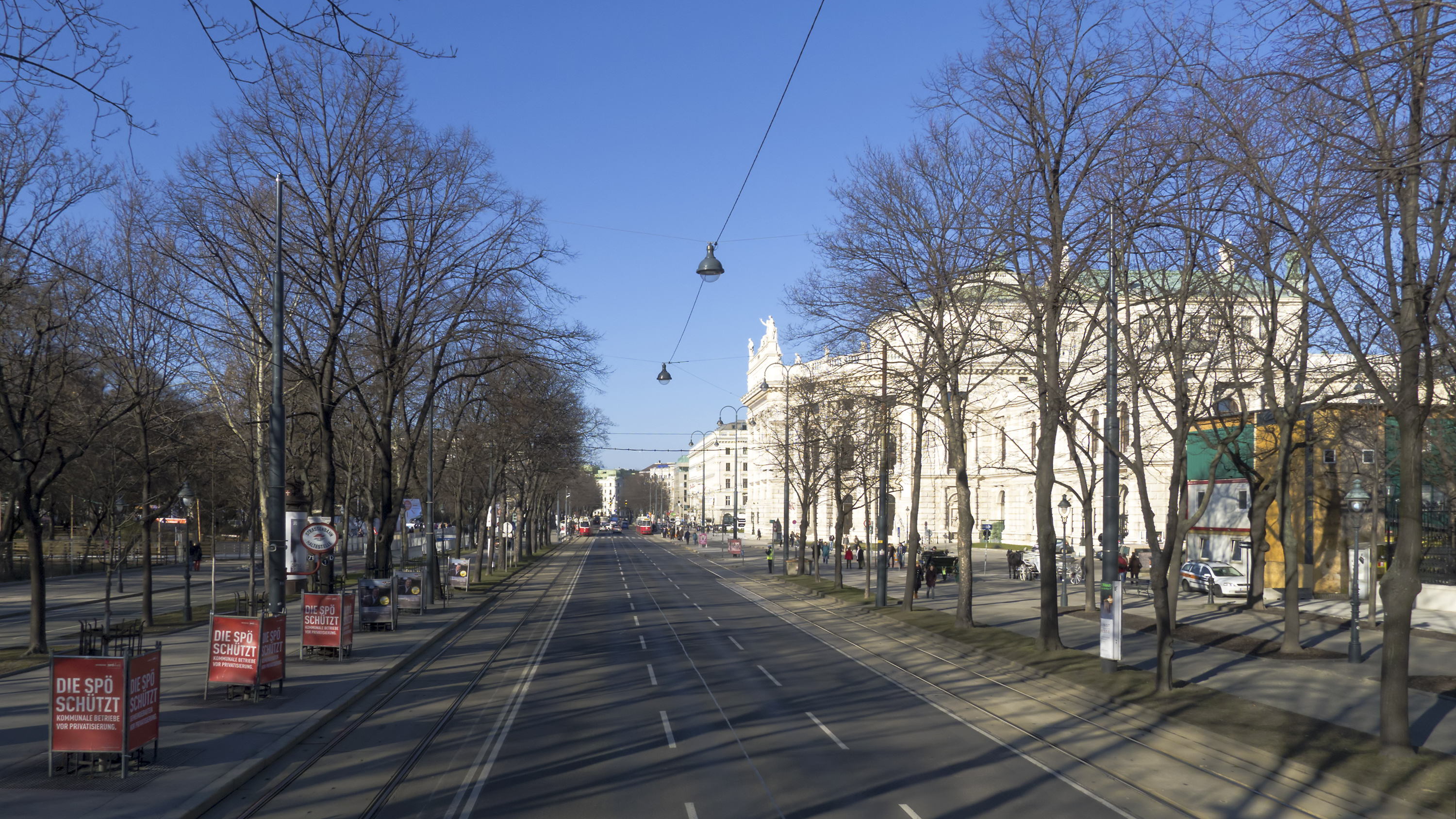
Universitätsring heute; rechts hinter den Alleebäumen das Burgtheater

An der Stelle des heutigen Universitätsrings verlief hier vor der Wiener Stadtmauer ab dem Mittelalter das Glacis, in das Mölker Bastei und Löwelbastei hineinragten, untereinander verbunden durch eine Kurtine. 1810–1812 entstand neben der Löwelbastei, etwa dort, wo heute das Burgtheater steht, das Franzenstor.
Als die Stadtmauern ab 1858 abgerissen wurden, eingeleitet von Kaiser Franz Joseph I. zu Weihnachten 1857 mit seinem Handschreiben Es ist mein Wille, wurde an ihrer Stelle die Ringstraße geschaffen, die der Kaiser am 1. Mai 1865 feierlich eröffnete. Der heute viergeteilte Abschnitt zwischen Babenbergerstraße und Franz-Josefs-Kai war zu diesem Zeitpunkt noch unverbaut. Einziges Gebäude neben der Straße war hier das 1824 eröffnete Äußere Burgtor; das Straßenstück vor ihm erhielt daher 1863 den Namen Burgring. Erst Anfang der 1870er Jahre erhielt der Teil von der Volksgartenstraße bis zur Schottengasse seinen Namen: Er hieß bis 1919 nach dem ersten Kaiser von Österreich, Franz I., Franzensring. Der Name scheint in Lehmann’s Allgemeinem Wohnungs-Anzeiger zum ersten Mal 1872 und erst 1873 mit konkreten Angaben über Beginn und Ende der Straße auf. Zuvor war der südliche Teil des Franzensrings noch zum Burgring gerechnet worden.
Nach dem Ende der Monarchie wurde der Franzensring, der sowohl den heutigen Universitätsring als auch den heutigen Dr.-Karl-Renner-Ring umfasste, 1919 von der sozialdemokratischen Stadtverwaltung in Ring des 12. November umbenannt, um an den Tag der Ausrufung der Republik im Jahr 1918 zu erinnern. In der Ständestaatsdiktatur wurde der Abschnitt 1934 geteilt und zwischen Stadiongasse und Schottengasse in Dr. Karl Lueger-Ring umbenannt. Diese Bezeichnung erinnerte an den christlichsozialen Politiker Karl Lueger, der von 1897 bis 1910 Bürgermeister von Wien war. 1981 wurde die Schreibweise auf Dr.-Karl-Lueger-Ring (mit Durchkopplung) geändert, womit Wien unabhängig von Rechtschreibreformen die in Deutschland übliche Schreibung übernahm. Auf zunehmende Kritik auch aus Universitätskreisen stieß die Benennung ab dem späten 20. Jahrhundert, weil in Lueger ein stark antisemitischer Politiker gewürdigt wurde, für den Hitler in seinem Buch Mein Kampf schwärmte. Nach langjährigen Diskussionen wurde dieser Abschnitt des Rings am 5. Juni 2012 vom Gemeinderatsausschuss für Kultur und Wissenschaft nach der Universität Wien in Universitätsring umbenannt; die neuen Straßentafeln wurden im Juli 2012 angebracht. Die Stadtverwaltung betonte aber, dass der an einem anderen Abschnitt der Ringstraße liegende Dr.-Karl-Lueger-Platz weiterhin nach dem Bürgermeister benannt bleibt. Das Straßenschild mit der Aufschrift Dr.-Karl-Lueger-Ring, welches von der Universität abmontiert wurde, wurde dem Jüdischen Museum Wien übergeben, wo es seit 19. November 2013 im Rahmen der permanenten Ausstellung Unsere Stadt! besichtigt werden kann.

## Lage und Charakteristik
Der Universitätsring verläuft als Teil der Wiener Ringstraße von der verlängerten Stadiongasse (nordöstliche Ecke des Parlaments) im Süden bis zur Schottengasse im Norden. Er setzt den Dr.-Karl-Renner-Ring fort und findet seine Fortsetzung im Schottenring. Die geradlinig verlaufende Straße biegt kurz vor ihrem Ende nach Nordosten ab.
Wie die gesamte Ringstraße besitzt auch der Universitätsring drei Fahrspuren, die als Einbahnstraße nur im Uhrzeigersinn zu befahren sind. Zu beiden Seiten der Fahrbahn verlaufen Straßenbahngeleise, je eines in jeder Richtung. Daran schließen sich beidseitig breite Gehsteige an, die von jeweils zwei Reihen Alleebäumen gesäumt sind (ursprünglich war dies die Reitallee). Hier befindet sich auch ein Radweg. Der Universitätsring wird größtenteils durch Seitenfahrbahnen ergänzt, an die die Gehsteige mit den Eingängen zu Gebäuden und Parkanlagen anschließen.
Neben dem starken Autoverkehr ist der öffentliche Verkehr durch die Straßenbahnlinien D, 1 und 71 vertreten. Beim Schottentor befinden sich zahlreiche Anschlüsse zu anderen Straßenbahn- und Autobuslinien sowie zur U-Bahn-Linie U2. Der Ring-Rund-Radweg auf der Ringstraße ist der meist frequentierte Radweg Wiens. Er wurde erst im späten 20. Jahrhundert errichtet bzw. zumeist auf bestehende Flächen nur aufgemalt; dadurch sind Nutzungskonflikte mit Fußgängern unvermeidlich, was immer wieder zu Kritik an seiner Gestaltung führt.
Am Universitätsring liegen zwei wichtige Ringstraßenbauten: das Burgtheater und die für den Abschnitt namensgebende Universität Wien. Gegenüber dem Burgtheater öffnet sich der große Rathausplatz, auf dem fast ganzjährig Veranstaltungen stattfinden, mit dem Wiener Rathaus am anderen Ende. Die übrige Verbauung – es sind nur die zwei Häuserblöcke zwischen Burgtheater und Schottengasse – ist einheitlich historistisch aus dem letzten Drittel des 19. Jahrhunderts (mit Ausnahme von Nr. 10, einem Neubau nach 1945). Direkt an der Straße steht gegenüber der Universität das Liebenberg-Denkmal. Zu beiden Seiten des Rings grenzen große Grünanlagen an die Straße, Volksgarten stadtzentrumsseitig und Rathauspark auf der anderen Seite gelegen.
Verkehrstechnisch, künstlerisch und touristisch handelt es sich beim Universitätsring um einen der wichtigsten Abschnitte der Ringstraße, die zum Weltkulturerbe zählt.

## Bauwerke
Der ursprüngliche Franzensring wurde 1934 in zwei Abschnitte geteilt; der südliche heißt seit 1956 Dr.-Karl-Renner-Ring. Im nördlichen Abschnitt, dem heutigen Universitätsring, wurden die Gebäude daher damals neu nummeriert: Das Burgtheater, am Franzensring mit Hausnummer 12, erhielt nun Nr. 2. Das Palais Ephrussi, ursprünglich Franzensring 24, hat seit 1934 die Hausnummer 14. Auf der zentrumsferneren Straßenseite war nur das Hauptgebäude der Universität umzunummerieren, von Nr. 3 auf Nr. 1.

### Nr. 1: Universität Wien

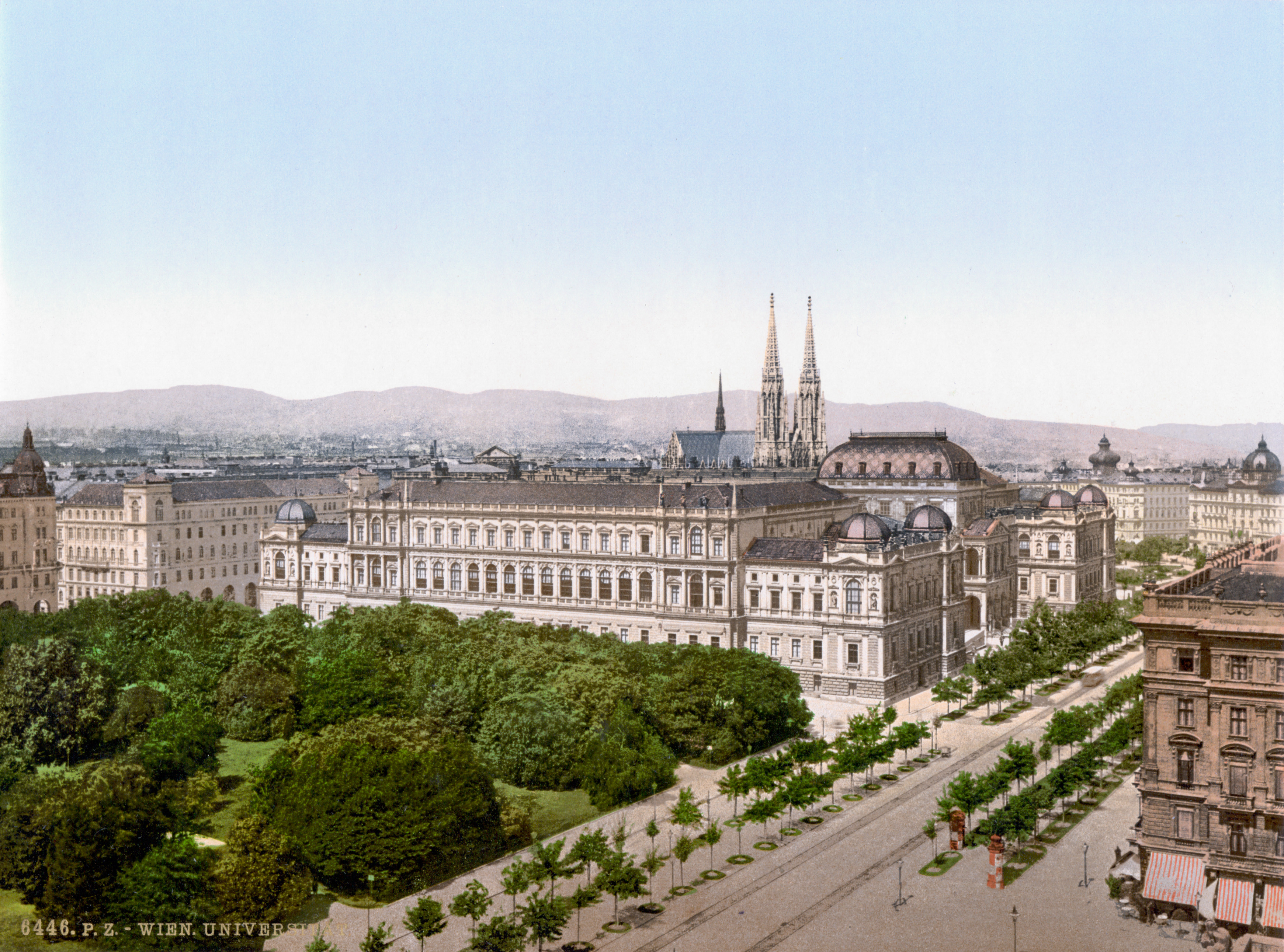
Ring mit Universität, daneben der Rathauspark, um 1900

Das einzige Gebäude auf der linken Straßenseite ist der Monumentalbau der Universität Wien. Die Alma Mater Rudolphina Vindobonensis ist die größte deutschsprachige Universität überhaupt und nach Prag auch die zweitälteste. Zahlreiche bedeutende Wissenschaftler wirkten im Laufe der Zeiten an ihr. Das Hauptgebäude am Universitätsring entstand 1873–1884 nach Plänen von Heinrich von Ferstel. Es ist einer der herausragenden Monumentalbauten der Wiener Ringstraßen-Architektur und eines der Hauptwerke des strengen Historismus. Das Universitätsgebäude wurde im Stil der Neorenaissance nach dem Vorbild barocker Klosteranlagen geschaffen. An der Frontseite befindet sich eine Rampe vor dem Haupteingang. Die mehrfach gegliederten langen Fassaden zeichnen sich durch einen reichen Figurenschmuck aus. Zentral liegt ein großer Innenhof, um den sich breite Arkadengänge mit zahlreichen Büsten und Gedenktafeln für hervorragende Wissenschaftler der Universität befinden. In der Anlage befindet sich auch die Universitätsbibliothek der Universität Wien, die größte wissenschaftliche Bibliothek Österreichs mit 6,7 Millionen Werken.

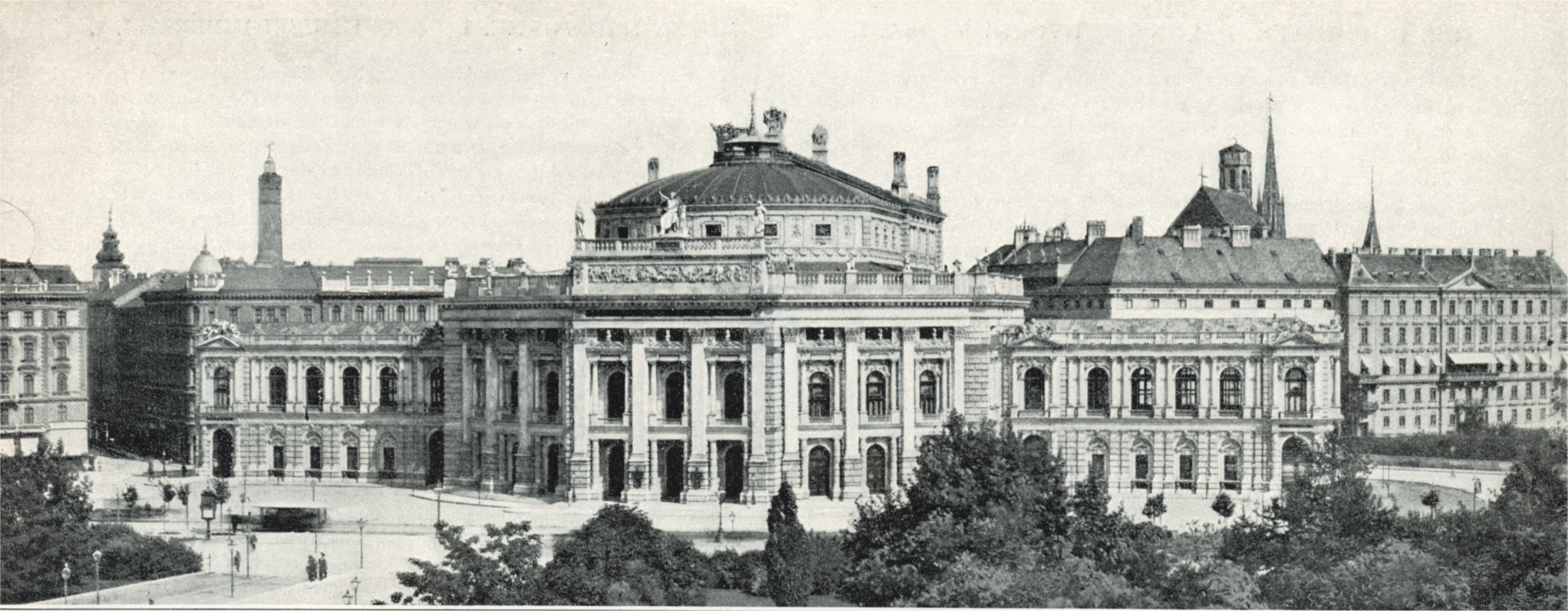
Burgtheater, 1898

### Nr. 2: Burgtheater
Das Burgtheater ist das größte deutschsprachige Sprechtheater. Es wurde 1748 begründet und übersiedelte im Zuge des Ausbaus der Wiener Ringstraße an den heutigen Universitätsring. Das Gebäude ist einer der herausragendsten Ringstraßenbauten und einer der bedeutendsten historistischen Theaterbauten überhaupt. Es wurde 1874–1888 nach Plänen von Gottfried Semper und Carl von Hasenauer in sehr exponierter Lage freistehend gegenüber dem Wiener Rathaus errichtet. Semper plante den Grundriss, Hasenauer gestaltete die Fassade. Das als Gesamtkunstwerk geltende Bauwerk wurde im Stil der italienischen Hochrenaissance gestaltet, während die Dekorationen barockisierend sind. Das im Zweiten Weltkrieg schwer beschädigte Burgtheater konnte bis 1955 wieder aufgebaut werden. Nach wie vor gilt das Burgtheater als eine der ersten deutschen Bühnen, deren Bedeutung und Stellenwert im gesellschaftlichen Leben Wiens sehr groß ist. Eine große Anzahl der wichtigsten deutschsprachigen Künstler (Autoren, Regisseure, Schauspieler) haben im Laufe der Zeit hier gewirkt.

### Nr. 4: Palais Lieben-Auspitz
Das Gebäude Ecke Löwelstraße 22 wurde 1872 nach Plänen von Carl Schumann und Ludwig Tischler errichtet. Der an drei Seiten freistehende Bau ist im Stil der Wiener Neorenaissance gestaltet. Hier befinden sich das bekannte Café Landtmann, dessen Inneneinrichtung großteils in den 1920er Jahren geschaffen wurde, und das Theater Tribüne. Gedenktafeln
erinnern an den Arzt Heinrich Neumann von Hétárs und an den Salon von Berta Zuckerkandl-Szeps.

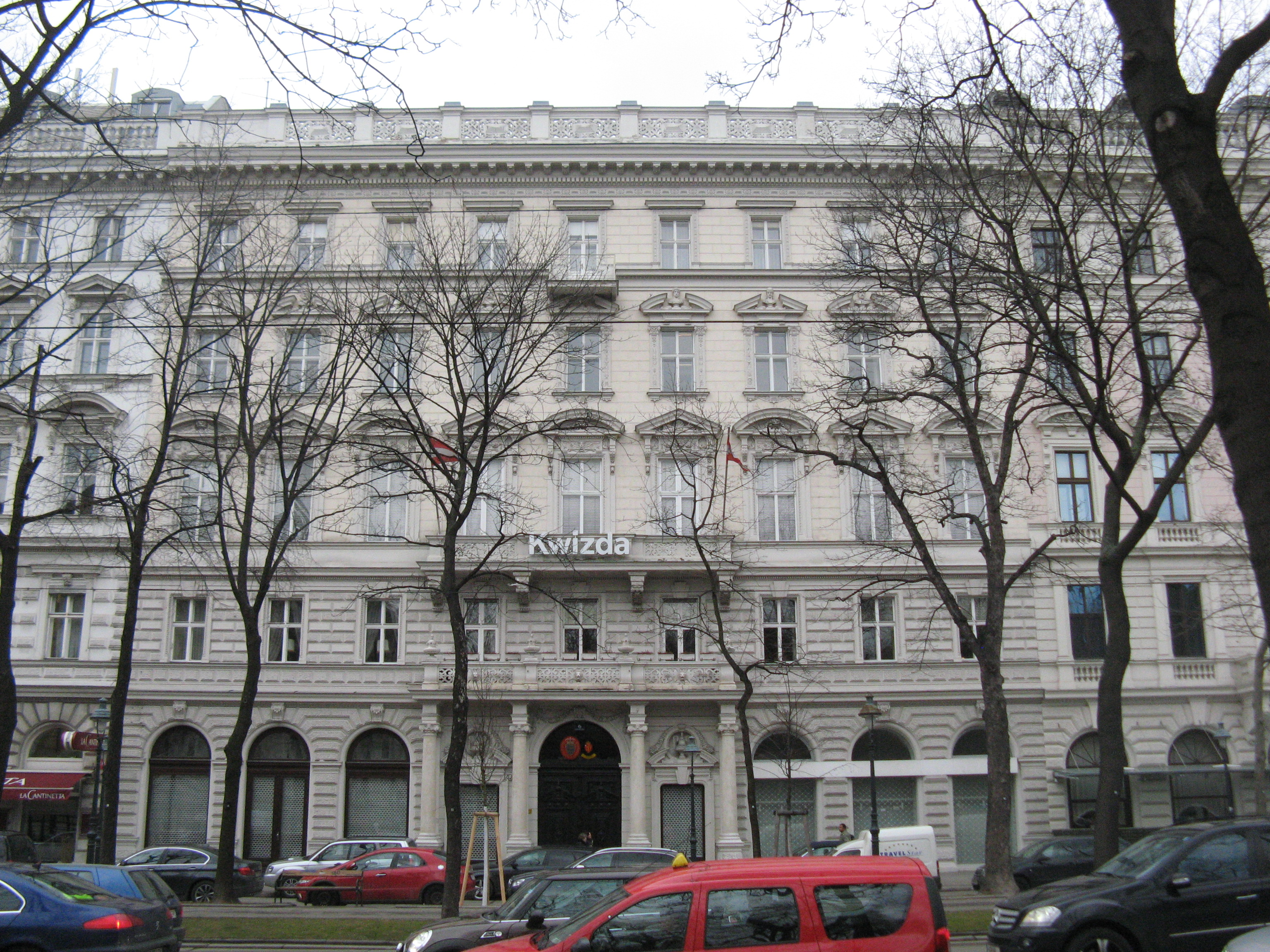
Haus Nr. 6, erbaut von Ludwig Tischler und Carl Schumann (1873–1874)

### Nr. 6: Historistisches Mietwohnhaus
Wie das Nachbarhaus auf Nr. 8 wurde auch dieses 1873/1874 errichtet, und zwar im Stil der Wiener Neorenaissance nach Plänen von Ludwig Tischler und Carl Schumann. An der Front befindet sich ein vierachsiges Säulenportal mit einem Holztor, darüber der Beletage-Balkon. Die Fassade zeigt reichen bauplastischen Dekor. In der Einfahrt befindet sich eine dreischiffige ionische Säulenhalle mit Stuckkassettendecke, eine Gedenktafel erinnert an den Komponisten Emmerich Kálmán. Bemerkenswert ist die Beletage mit reichem Wandschmuck, intarsierten Parkettböden, Stuckornamenten, Groteskenmalereien, vier Büstenreliefs deutscher Dichter und einer Gemäldesammlung. Im Gebäude befinden sich die Generalkonsulate Dänemarks und Norwegens.

### Nr. 8 Historistisches Mietwohnhaus
Dieses Gebäude Ecke Schreyvogelgasse wurde 1873 nach Plänen von August Schwendenwein von Lanauberg im Stil der Neorenaissance errichtet. Eine Restaurierung erfolgte 1957 durch Erich Wohlschläger. Das Portal mit ionischen Säulen befindet sich unter dem Beletage-Balkon. An der Fassade wird die Horizontale durch plastische profilierte Gesimse betont. Die Einfahrt ist pilastergegliedert und besitzt Stuckdekor.

### Liebenberg-Denkmal
Das Denkmal für den Bürgermeister während der Zweiten Wiener Türkenbelagerung, Johann Andreas von Liebenberg, befindet sich an der Einmündung von Schreyvogelgasse und Mölker Bastei in den Ring. Es wurde nach Plänen von Franz von Neumann und Bildhauer Johann Silbernagel 1887–1890 geschaffen. An einem Obelisken befindet sich das von Putten gehaltene Porträtrelief Liebenbergs, auf den Stufen des Sockels liegt die Figur eines ruhenden Löwen. Bekrönt wird das Denkmal durch die vergoldete Figur der Siegesgöttin Victoria.

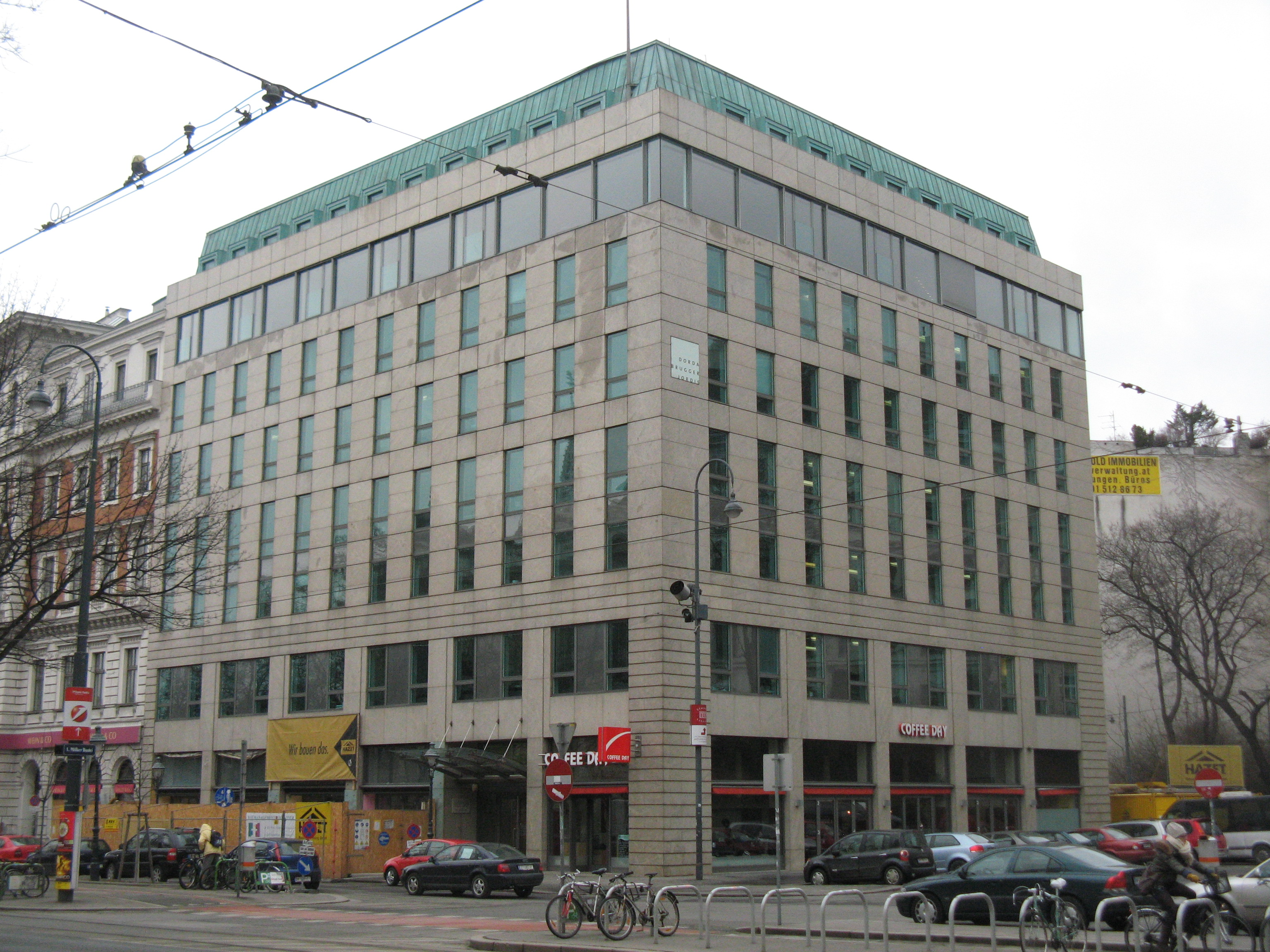
Nr. 10, ehemaliges OPEC-Gebäude

### Nr. 10: Ehemaliges OPEC-Gebäude
Das Gebäude hatte ursprünglich ein Ensemble mit den benachbarten Häusern gebildet, wurde aber im Zweiten Weltkrieg durch Bombentreffer zerstört. Die Reste der Ruine wurden in den 1960er Jahren entfernt und nach Plänen des Architekten Carl Appel wurde 1965–1967 ein modernes Büro- und Verwaltungshaus errichtet, das an die OPEC vermietet wurde. Hier ereignete sich am 21. Dezember 1975 ein aufsehenerregender Terrorüberfall mit Geiselnahme durch den Terroristen Carlos. 1977 wurde der Sitz der OPEC in ein anderes Gebäude in Wien verlegt. 1994 erfolgte eine Fassadenänderung. Eine Gedenktafel aus dem Jahr 1999 erinnert daran, dass in dem Vorgängergebäude 1899 der Österreichisch-Ungarische Verband der Privat-Versicherungs-Anstalten gegründet wurde. Das Gebäude befindet sich heute im Eigentum einer 2015 von Karl Wlaschek hinterlassenen Stiftung. Im Gebäude befinden sich Gastronomiebetriebe, Rechtsanwaltskanzleien und diverse Firmenniederlassungen.

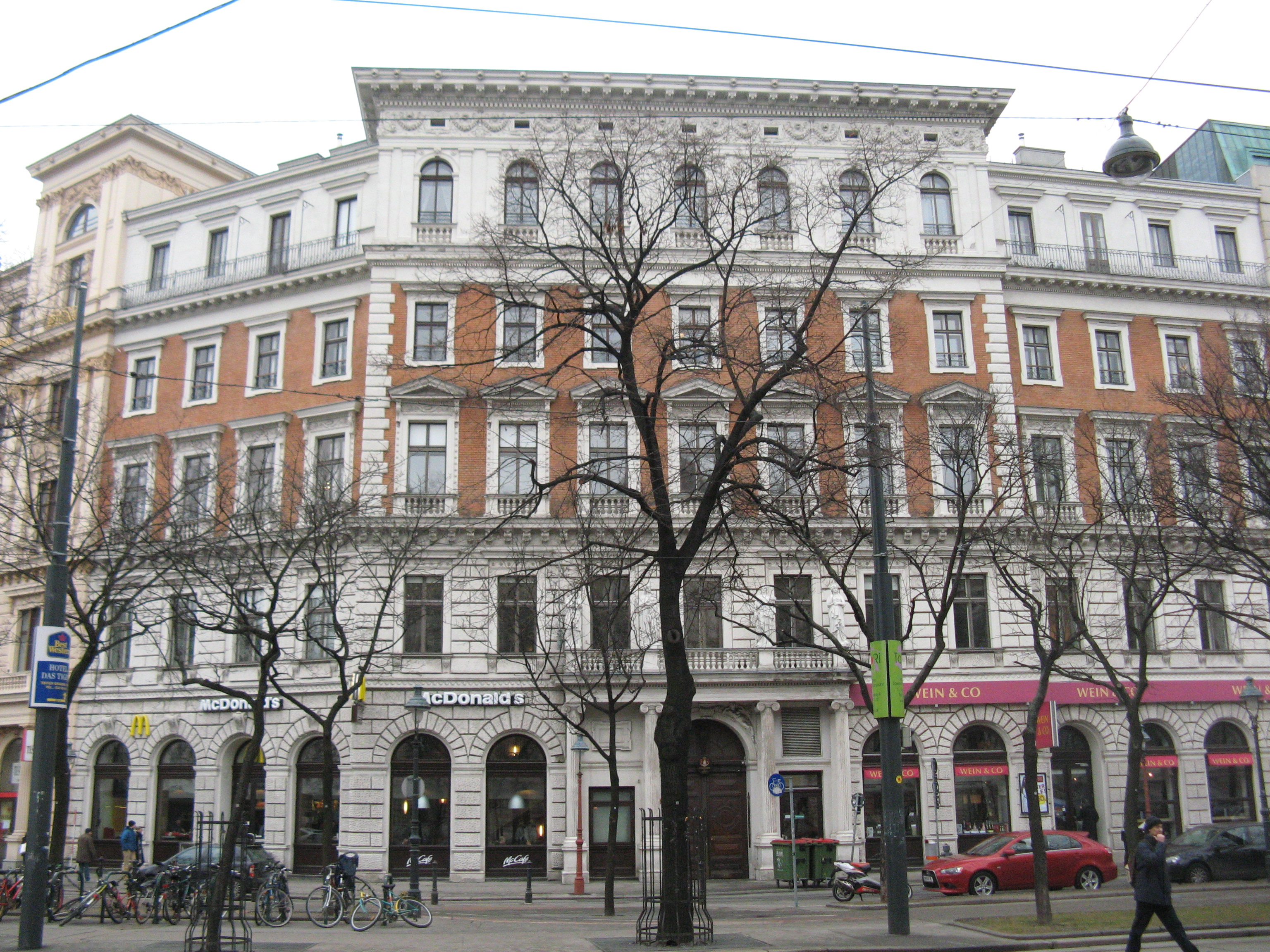
Nr. 12, erbaut von Emil von Förster (1869–1872)

### Nr. 12: Historistisches Mietwohnhaus
Dieses Gebäude befindet sich an der Stelle, an der der Universitätsring seine Richtung ändert. Daher wird auch das 1869–1872 nach Plänen von Emil von Förster errichtete Haus über Eck geführt. Das Haus ist im Stil der Neorenaissance gestaltet und lehnt sich in der Fassadengestaltung an das benachbarte Palais Ephrussi an. Der Hintertrakt entspricht dem Haus Mölker Bastei 3. Über einer flach rustizierten Sockelzone erhebt sich die Oberzone in Sichtziegelbauweise, während die abschließende Attikazone glatt verputzt ist. Hervorgehoben ist das ionische Säulenportal mit seinen Spandrillenfiguren und dem Balkon mit vier weiblichen Statuen. Die Einfahrt, die durch Pilaster und Arkaden gegliedert ist, führt in eine dreischiffige korinthische Säulenhalle mit Spandrillenfiguren. Im Gebäude befindet sich das Generalkonsulat von Monaco.

### Nr. 14: Palais Ephrussi

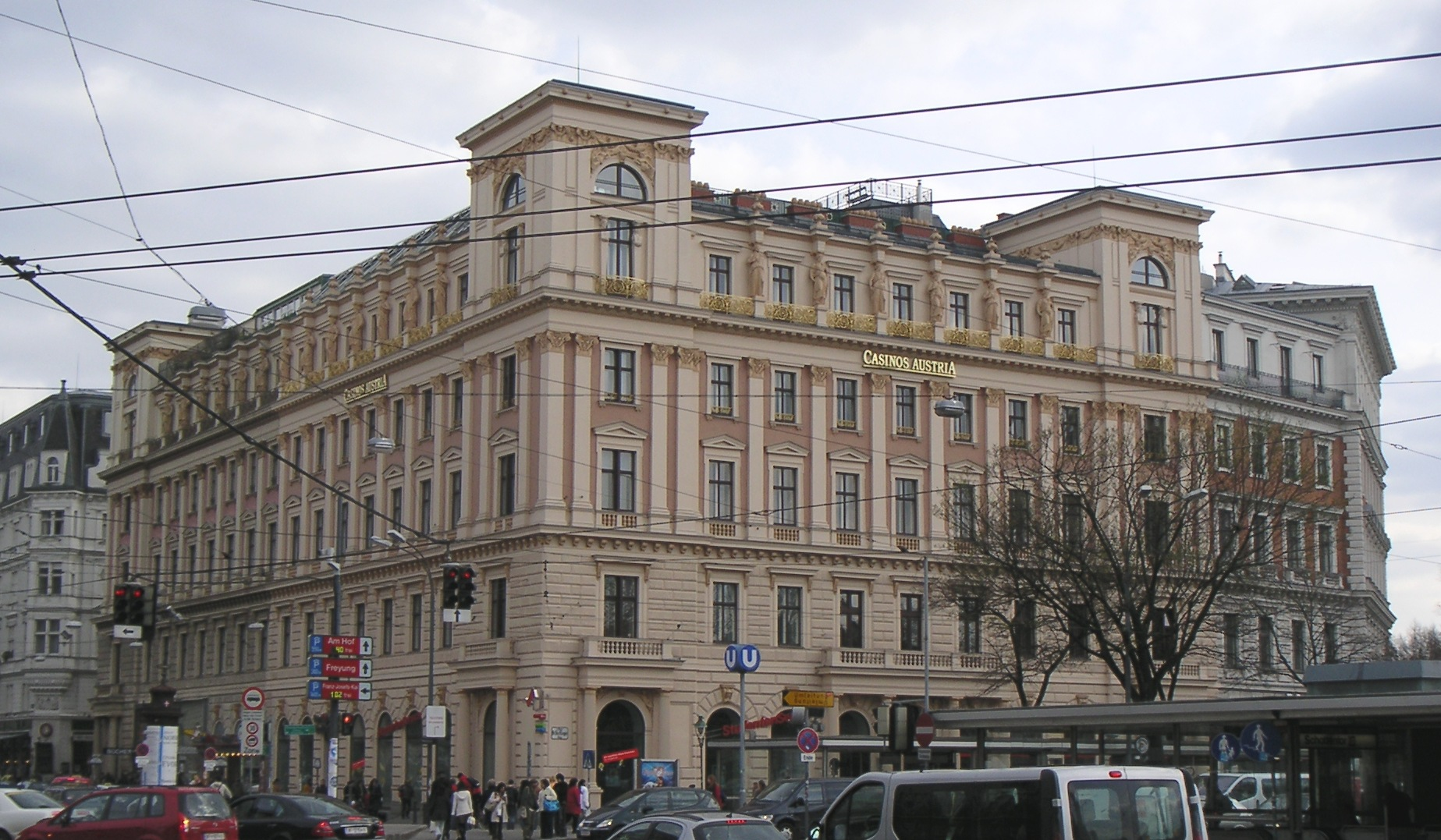
Palais Ephrussi

Das Palais Ephrussi liegt an der Ecke Schottengasse und Universitätsring 14. Es wurde 1869–1873 von Theophil von Hansen errichtet und war dessen letztes und modernstes Palais. Gemeinsam mit dem dahinterliegenden Gebäude Schottengasse 9 von Carl Tietz bildet es eine architektonische Einheit. Es wurde für den Bankier Ignaz von Ephrussi erbaut, auf dessen Wunsch mit bemerkenswert prunkvoller Ausstattung, aber nicht als reines Palais, sondern auch mit Geschäftslokalen im Erdgeschoß. Der Wiener Zweig der Ephrussis musste Wien in der NS-Zeit aus „rassischen“ Gründen verlassen, wobei Kunstsammlung und Einrichtung des Palais geraubt wurden. Von 1969 bis etwa 2009 war das Gebäude Sitz der Casinos Austria.
Das Gebäude entspricht verkleinert dem Typus des Heinrichshofs von Theophil Hansen gegenüber der Staatsoper, verzichtet aber auf den Mittelrisalit. Eckrisalite sind turmartig hochgezogen. Das lachsrot gehaltene Gebäude wird von einem zurückversetzten Attikageschoß mit Terrakottakaryatiden und vergoldetem Brüstungsgitter bekrönt. Besonders aufwändig sind die Räume der Beletage gestaltet, die mit Gemäldezyklen von Christian Griepenkerl ausgestaltet sind. Die bedeutendste Decke befindet sich im Rauchsalon oder Billardzimmer, wo die Liebesabenteuer des Zeus dargestellt sind, im Tanzsalon sind Bilder aus dem Buch Ester zu sehen, in den übrigen Räumen verschiedene Allegorien. Außerdem sind die Räume mit Marmorschmuck, kostbaren Fußböden und Kaminen ausgestattet.
Das Palais erhielt seit 2010 Aufmerksamkeit, als Edmund de Waal, ein Nachkomme der Familie Ephrussi, sein Werk The Hare with Amber Eyes. A Hidden Inheritance (deutsch: Der Hase mit den Bernsteinaugen. Das verborgene Erbe der Familie Ephrussi, übersetzt von Brigitte Hilzensauer, Zsolnay, Wien 2011, ISBN 978-3-552-05556-8) herausbrachte. In der Familiengeschichte wird auch der Wiener Zweig der Ephrussis und ihr Palais beschrieben. Der Titel des Buches bezieht sich auf eine Sammlung von 264 Netsukefiguren, die Viktor und Emmy Ephrussi von Pariser Verwandten zur Hochzeit geschenkt wurde, der Familie dank des Einsatzes einer Hausangestellten nach dem NS-Regime wieder zur Verfügung stand und sich heute im Besitz von de Waal befindet.

### Gegenüber Nr. 14: Verkehrsknoten Schottentor
Am nördlichen Ende des Universitätsrings erstreckt sich an der zentrumsferneren Seite der Straße der Verkehrsknoten Schottentor, dessen Name an das nach 1857 demolierte, in der Schottengasse zentrumsnäher gelegene Stadttor der Stadtmauer erinnert. Hier treffen Schottenring, Schottengasse, Universitätsring, Universitätsstraße, Rooseveltplatz, Währinger Straße und Maria-Theresien-Straße zusammen, optisch dominiert von der frei stehenden neugotischen Votivkirche auf dem Rooseveltplatz. Der Knoten verknüpft die U-Bahn-Station Schottentor, mehrere Straßenbahnlinien und den Individualverkehr, für den eine Tiefgarage zur Verfügung steht.